# 175-я улица (линия Восьмой авеню, Ай-эн-ди)
|   |   |   |   |
| · | · | · | · |

|   |   |   |   |
| · | · | · | · |

«175-я улица» (англ. 175th Street) — станция Нью-Йоркского метрополитена, расположенная на линии Восьмой авеню, Ай-эн-ди. Станция находится в Манхэттене, в районе Вашингтон-Хайтс, на пересечении 175-й улицы с Форт-Вашингтон-авеню. На станции останавливается маршрут A (круглосуточно). Открыта 10 сентября 1932 года, вместе с другими станциями IND Eighth Avenue Line (за исключением трёх самых южных, открытых несколько позже).
Станция представляет собой одну островную платформу, с двумя путями по разные стороны от неё. Рядом со станцией расположен автовокзал, в честь которого станция называлась раньше. Но новое название станции оказалось слишком громоздким, поэтому приставку с названием автовокзала убрали. Имеются два выхода с платформы — оба открыты всё время и ведут к перекрёсткам Форт-Вашингтон-авеню с 175-й и 177-й улицам.

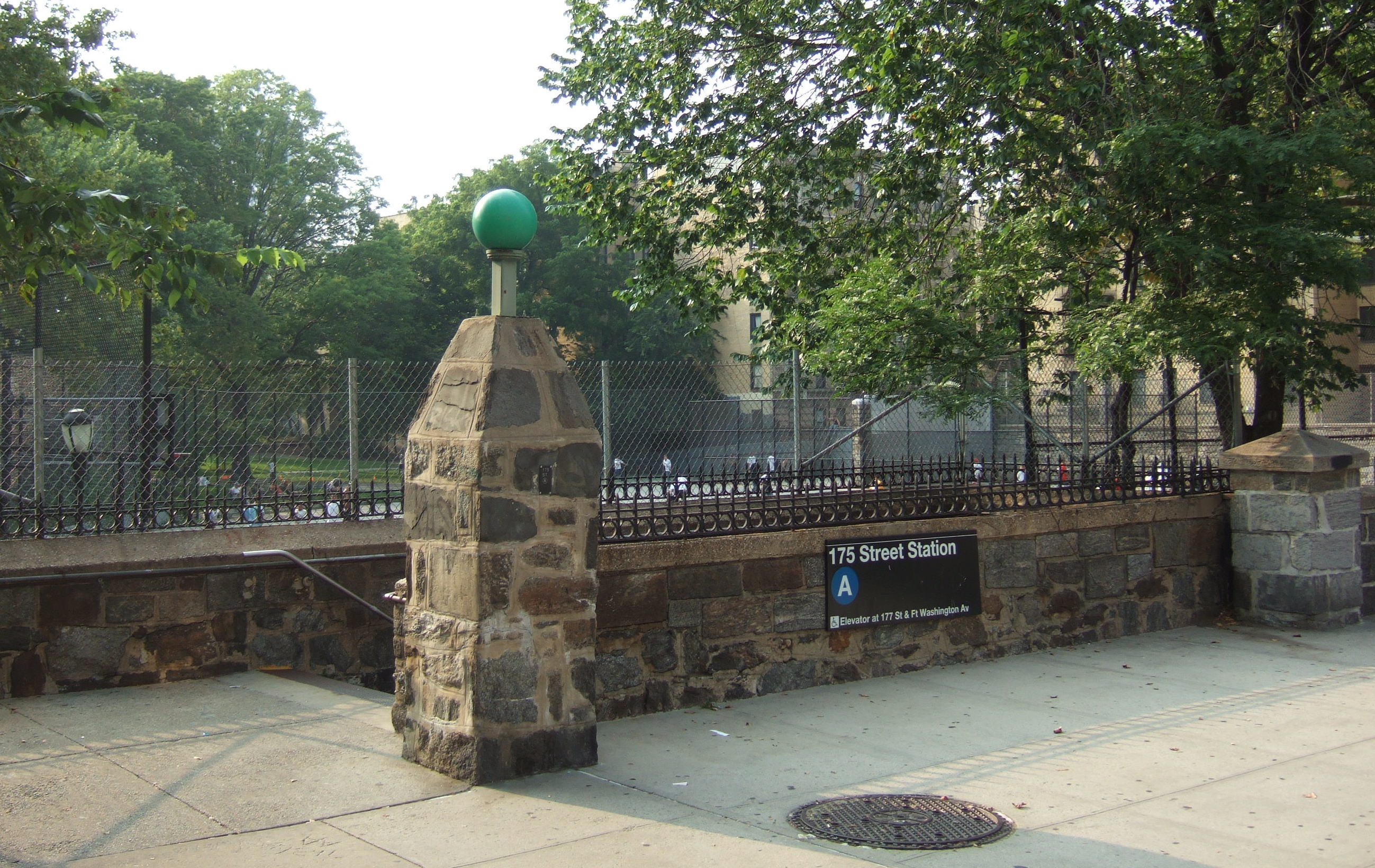
Вход на станцию